# Namíbia az 1996. évi nyári olimpiai játékokon
Namíbia az egyesült államokbeli Atlantában megrendezett 1996. évi nyári olimpiai játékok egyik részt vevő nemzete volt. Az országot az olimpián 4 sportágban 8 sportoló képviselte, akik összesen 2 érmet szereztek.

## Érmesek
| Érem  | Versenyző          | Sportág  | Versenyszám |
| ----- | ------------------ | -------- | ----------- |
| Ezüst | Frankie Fredericks | Atlétika | Férfi 100 m |
| Ezüst | Frankie Fredericks | Atlétika | Férfi 200 m |

## Atlétika
Férfi
| Versenyző          | Versenyszám | Előfutam | Előfutam | Előfutam | Negyeddöntő | Negyeddöntő | Negyeddöntő | Elődöntő | Elődöntő | Elődöntő | Döntő   | Döntő    |
| Versenyző          | Versenyszám | Idő      | Hely.    | Össz.    | Idő         | Hely.       | Össz.       | Idő      | Hely.    | Össz.    | Idő     | Helyezés |
| ------------------ | ----------- | -------- | -------- | -------- | ----------- | ----------- | ----------- | -------- | -------- | -------- | ------- | -------- |
| Frankie Fredericks | 100 m       | 10,32    | 1.       | 21.*     | 9,93        | 1.          | 1.          | 9,94     | 1.       | 2.       | 9,89    |          |
| Frankie Fredericks | 200 m       | 20,59    | 1.       | 14.      | 20,38       | 1.          | 4.          | 19,98    | 1.       | 1.       | 19,68   |          |
| Joseph Tjitunga    | Maraton     |          |          |          |             |             |             |          |          |          | 2:27:52 | 76.      |

Női
| Versenyző          | Versenyszám | Eredmény | Helyezés |
| ------------------ | ----------- | -------- | -------- |
| Elizabeth Mongudhi | Maraton     | 2:56:19  | 59.      |

## Ökölvívás
| Versenyző      | Versenyszám | Selejtező                     | Nyolcaddöntő      | Negyeddöntő       | Elődöntő          | Döntő             | Helyezés |
| Versenyző      | Versenyszám | Ellenfél Eredmény             | Ellenfél Eredmény | Ellenfél Eredmény | Ellenfél Eredmény | Ellenfél Eredmény | Helyezés |
| -------------- | ----------- | ----------------------------- | ----------------- | ----------------- | ----------------- | ----------------- | -------- |
| Joseph Benhard | Papírsúly   | Rafael Lozano (ESP) · 2–10    | kiesett           | kiesett           | kiesett           | kiesett           | 17.      |
| Sackey Shivute | Középsúly   | Justann Crawford (AUS) · 3–12 | kiesett           | kiesett           | kiesett           | kiesett           | 17.      |

## Sportlövészet
Férfi
| Versenyző      | Versenyszám | Selejtező | Selejtező | Döntő | Döntő    |
| Versenyző      | Versenyszám | Pont      | Helyezés  | Pont  | Helyezés |
| -------------- | ----------- | --------- | --------- | ----- | -------- |
| Friedhelm Sack | Légpisztoly | 583       | 5.*       | 680,2 | 8.       |

* - egy másik versenyzővel azonos eredményt ért el

## Úszás
Férfi
| Versenyző       | Versenyszám | Előfutam | Előfutam | Előfutam | Döntő   | Döntő   | Döntő   | Helyezés |
| Versenyző       | Versenyszám | Idő      | Hely.    | Össz.    | Típus   | Idő     | Hely.   | Helyezés |
| --------------- | ----------- | -------- | -------- | -------- | ------- | ------- | ------- | -------- |
| Jörg Lindemeier | 100 m mell  | 1:05,50  | 4.       | 35.      | kiesett | kiesett | kiesett | kiesett  |

Női
| Versenyző   | Versenyszám | Előfutam | Előfutam | Előfutam | Döntő   | Döntő   | Döntő   | Helyezés |
| Versenyző   | Versenyszám | Idő      | Hely.    | Össz.    | Típus   | Idő     | Hely.   | Helyezés |
| ----------- | ----------- | -------- | -------- | -------- | ------- | ------- | ------- | -------- |
| Monica Dahl | 50 m gyors  | 26,76    | 4.       | 36.      | kiesett | kiesett | kiesett | kiesett  |
| Monica Dahl | 100 m gyors | 57,95    | 5.       | 32.      | kiesett | kiesett | kiesett | kiesett  |